# Yaʿīsh ibn Ibrāhīm al-Umawī
Abū ʿAbdallāh Yaʿīsh ibn Ibrāhīm ibn Yūsuf ibn Simāk al-Andalusī al-Umawī  (1400? na Andaluzia, Espanha – 1489? em Damasco, Síria?) foi um matemático do século XIV.

## Trabalhos
- Marasim al-intisab fi'ilm al-hisab ("Sobre regras e procedimentos aritméticos"), primeira data escrita é de 1373 e portanto a data de nascimento é controversa;
- Raf'al-ishkal fi ma'rifat al-ashkal (um trabalho sobre mensuração).